# Саенко, Светлана Александровна
Светлана Александровна Саенко (укр. Світлана Олександрівна Саєнко; род. 27 октября 1982, Сумы) — украинская и молдавская спортсменка, призёр чемпионатов мира, Европы и Европейских игр по вольной борьбе.

## Биография
Родилась в 1982 году в городе Сумы (Украинская ССР, СССР). В 2002 году завоевала бронзовую медаль чемпионата Европы. В 2004 году стала серебряной призёркой чемпионата Европы, а на Олимпийских играх в Афинах заняла 4-е место. В 2005 году завоевала бронзовую медаль чемпионата мира. В 2006 и 2007 годах становилась серебряной призёркой чемпионатов Европы. На чемпионате Европы 2009 года завоевала бронзовую медаль.
С 2012 года выступает за Молдавию, на Олимпийских играх в Лондоне заняла 10-е место. В 2015 году стала бронзовой призёркой Европейских игр.